# Golden (canción de Travis McCoy)
«Golden» es una canción del cantante y rapero estadounidense Travis McCoy junto con la cantante australiana Sia. Fue lanzada digitalmente como sencillo el 15 de junio de 2015 a través de Fueled by Ramen.
En una entrevista con Entertainment Weekly , McCoy dijo: "creo que "Golden" es un engranaje de la maquinaria que será el próximo álbum. Cada canción tiene su propia forma y sonido para que la maquinaria funcione como quiero. "

## Antecedentes
En una entrevista con Entertainment Weekly en línea, McCoy dijo conocer a Sia hacía cuatro años, y haber sido un seguidor de ella por años. "Cuando nosotros finalmente nos conocimos éramos totalmente espíritus gemelos. Ambos pasamos por mucho y ella se convirtió en una hermana para mí muy deprisa. [...] Esto era probablemente el tercer de aproximadamente tres o cuatro que hemos grabado juntos. Quién sabe si el otros nunca serán oídos, pero ellos todos significan tanto a mí. De hecho escriba una canción para mí cuándo pasaba por algún tiempo realmente duro que siempre aguantaré querido a mi corazón. Es un ángel con la voz de uno." Hablando con Entertainment Tonight, McCoy dijo, " es gusta segunda naturaleza que trabaja con Sia. Tenemos este brotherly-sisterly vibe yendo en. Una vez oí el gancho, yo kinda supo dónde quise ir lyrically y escribí él en aproximadamente 45 minutos... Pienso que muchas personas pueden relacionar a tener aquellos tinglies en su estómago sobre aquel especial alguien."

## Vídeo
El vídeo de "Golden" fue subido en YouTube el 14 de junio de 2015 y está inspirado en un tráfico icónico disparó en el culto de Jean-Luc Godard clásico 1967 Semana de película Fin. El vídeo es un continuo looping disparó de Travie dejando su coche en una carretera de desierto y observando los pasajeros excéntricos en los vehículos delante de él.